# Kappatagiri, Mundargi
Kappatagiri là một làng thuộc tehsil Mundargi, huyện Gadag, bang Karnataka, Ấn Độ.